# かたつむりちゃん
『かたつむりちゃん』は今井神の4コマ漫画作品。芳文社発行の『まんがタイムきららMAX』で2004年7月号（創刊号）から同年11月号にかけて連載された後、同年12月号より連載の場を『まんがタイムきらら』（同社刊）に移し、2011年7月号で最終回となった。『まんがタイムきらら』移行後は掲載順が巻末に固定されていた。
第3話以降最終回まで肝試し編が続いたため、コミックスには「学校の怪談」と表記されている。もっとも本作は怪奇ホラーではなくギャグ漫画であり、主人公たちを脅かそうとする奇妙な妖怪たちが、逆に主人公たちにイジられて散々な目にあうというのが毎回の基本的なパターンである。連載が進むにつれハイテンションなノリと下ネタが目立つようになり、長期連載だったこともあり連載後期では掲載誌の他の作品群とは明らかに異質な作風となっていた。それを自虐ネタにすることも複数回あった。

## ストーリー
あじさい中学に在籍するアオイは、ある日カタツムリの殻を背負った女の子、片紡舞と出会う。彼女の正体に気づいているのはアオイのみであり、周囲の皆にも正体を知らせようとするが、周囲には奇行にしか映らない。そんな中、旧校舎へ肝試しに行くことになる。

## 登場人物

### 主人公サイド
片紡 舞（かたつむぎ まい）
本作の主人公。あじさい中学に転校してきたカタツムリの殻を背負った女の子。しかしなぜかアオイを除く周囲には不思議がられない。レントゲン写真に骨が写らなかったり、体がぬめぬめしていたり、頭頂部から目が出てくるなど、人間かどうかも怪しい。塩をかけると縮む。スリーサイズはB150cm（殻込み）・W130cm（殻込み）・H70cm。実は自宅は執事つきの大豪邸。
目
舞の頭から出てくる二つのギョロ目。彼（？）が出ている間は舞の意識はほとんどないらしい。一度だけ自身が妖怪だと認めているが、現在は妖精だと言い張っている。
犬鍋が大好物らしい。
アオイ
運動神経抜群の活発な女の子。登校途中で舞と出会った。舞の正体を知っており周囲に話そうとするが、その度に奇行に走ってしまい信じてもらえずにいる。ギョウ虫検査を怖がっている。
作品の序盤では「ツッコミ担当」キャラだったが、連載が進むにつれ舞や妖怪たちの存在に慣れてしまったのか、襲い来る花子さんの手下の妖怪軍団を口車でイジり倒すキャラになった。
ふみ子
学年トップクラスの成績を持つメガネっ子。クールな性格だが、転校初日の舞を帰りに誘うなど優しい面も持っている。肝試しでは、舞・アオイ・ふみ子の3人の「舞チーム」のまとめ役。巨乳。霊感は全くない。更に、妖怪や怪奇現象を目の当たりにしてもそれを現実的な何かとして受け入れてしまう。
コミックス1巻19Pで、1コマだけ体操服に「山城」と書かれているため、フルネームは「山城ふみ子」と推測される。
ユリ
おしとやかな文系少女だが、実は怪談などのオカルト好きな一面を持っている。肝試しでは、ユリ・ケンジ・のぞみの3人の「ユリチーム」のまとめ役。
肝試し編では作品の視点がアオイに偏っており、別行動をしている「ユリチーム」の面々は極端に登場回数が少ないため、それをネタにした自虐ギャグを飛ばしたこともある。
ケンジ
ユリの幼馴染の男の子。本作唯一の男性レギュラー。悪戯好きな一面を持つ。単行本編集時まで名前が決まっていなかった。
のぞみ
元気いっぱいだが、少々ノータリンな女の子。怪談などが大の苦手だが、言い方を変えるだけで了承してしまうおバカな性格（例：怖い話しない？→スゴイ怖い話しない？）。偶然舞の目を目撃してしまうが、それが舞のものだとは気づいていない。

### 旧校舎の妖怪
花子さん
旧校舎に住む妖怪たちのリーダー。トイレが住処であり、食事もトイレで採るため、画的に危ない。5年前に赴任してきたらしい。旧校舎に侵入してきたアオイたちを追い返すために、妖怪たちに遭遇させアオイたちを恐怖のどん底に陥れることをたくらむ。
ゾル＆ゲル
花子さんの部下の足がない日本幽霊。見た目は丸い体に尻尾のようなものが付いた典型的な漫画妖怪である。花子さんに奴隷のようにこき使われてしまっている不幸キャラ。
ちなみにゲルの方は、カシマさんに頭に足（突起）をつけられたり、その後つぶされたり揚げられたりして「妖怪アヴラーゲ」（油揚げ）となっている。
階段をふやす妖怪／へらす妖怪
七不思議の一つ「夜数えると13階段になる」の妖怪。その名の通り階段を増やしたり減らしたりする。減らす方は「妖怪バリアフリー」とも呼ばれる。合体して「妖怪プラスマイナスゼロ」になることも出来る。
歩く二宮金次郎像
七不思議に出てくる妖怪。舞たちを驚かせに行く途中で妖怪バリアフリーの減らした階段に躓いて粉砕してしまった。
紫の鏡
七不思議の一つ「トイレの鏡に自分の死に顔が写る」の妖怪。舞の目を目撃したショックで辞表を出してしまった。
4時ばばあ
「4月4日4時44分44秒にトイレのドアを4回ノック」すると現れるという妖怪。
人体模型
七不思議の一つ「動く人体模型」の妖怪。のぞみにバラバラにされた上、組み立て方を間違えられてしまい全治3ヶ月になってしまった。
実は凶悪妖怪「骨格標本」の肉体である。
四代目校長
あじさい中学の四代目校長。校長になってすぐに死亡し、現在では妖怪となっている。
首の取り外しが可能であり、アオイ達にボールとして遊ばれてしまう。
妖怪としての妖力は弱いが、校則に厳しく、口裂け女を撃退した。
人面犬
人間のような顔をした犬。
しかし漫画の世界では人間の顔をした動物が普通に登場するため、ふみ子には普通の犬だと思われている。
人間の言葉でしゃべるが、語尾が「ワン」「ニャー」など統一性がない。
一度はこっくりちゃんと恋仲になったが、巨大な父親に恐れをなして逃げ戻ってくる。
さとるくん
電話妖怪。「さとるくん」なる存在から自分の携帯電話に電話が掛ってきて、さとるくんがいる場所が逐一伝えられる。そして「今、後ろにいるよ…」という最後の電話がかかってきたときに振り向かずにいるとどんな質問を一つだけ応えてくれるというもの。振り向くとあの世に連れて行かれる。
舞の目に姿を見られてしまい、以降舞たちと行動を共にしている。妖怪一の知識を誇り、他の妖怪についても詳しい。
外見はおかっぱ頭のかわいらしい少年。ふみ子に可愛がられた。
首なしライダー
道路にピアノ線が張られていたイタズラで、首を切り落とされ死んでしまったバイクライダーの霊。容貌に反して物腰は低い。
凶悪妖怪「首なし地蔵」とは同じ首なし同士意気投合し、旧校舎内で首探しをする。

### 凶悪妖怪
旧校舎の妖怪たちではアオイたちを怖がらせられないと思った花子さんが新たに召喚した日本各地の都市伝説の妖怪たち。花子さんが妖怪の入ったガチャガチャを回すことで召喚される。どんな妖怪が出るかはランダム。全9種（＋シークレット）。
カシマさん
「足切り妖怪」。「足いるか？」と聞き、「いらない」と答えると足を切られ、「いる」と言うと余計な足を付けられてしまう。舞の目のペースに巻き込まれてしまう。
本名「カシマレイコ」。女性である。
骨格標本
「昔、借金を抱えた男が連れ込まれた工場で骨格標本と人体模型に加工されてしまった」という怪談の妖怪。戦国武将のような台詞を言う。
自分の体を求めており、人体模型と合体し「超凶悪妖怪」に進化するも、カシマさんと戦い同士討ちする。
口裂け女
つかまると口を裂かれる恐ろしい妖怪である。
ポマードに弱く、ポマードをつけている四代目校長を見て敗北。
シークレットだった。
こっくりちゃん
最初は紙とペンと10円玉だけで、召喚の儀式をすると現れる狐耳と尻尾をつけた幼女の妖怪。
見た目は幼女だが、油あげを食べると巨大化する。巨大化している時間は短い。
両親はかなり巨大だったようである。当初は、ブームが過ぎて隠居してしまった事になっていたが、現在隠居しているのは父親とのこと。
ババサレ
「その話を聞くと一週間以内に寝室に現れて首を刈られる」という妖怪。見た目からは分かりにくいが女性である。
あまりにも特徴がないため、新たな特徴としてなぞなぞ勝負を挑むも、さとる君やアオイたちに大量に答えを言われて敗北。
以降は舞たちの仲間になるが、相変わらず存在感が薄く、不遇な扱いを受けている。
物を何でもコピーする「分裂球」という妖具を所持している。
撃退方法は「ババサレ」と3回呼ぶことであるため、単に名前を連呼されるだけで倒れてしまう。
首なし地蔵
かつてこの旧校舎が処刑場だったときに、処刑された人の霊を鎮魂するためにたてられたお地蔵様の石仏。旧校舎建築時に取り除かれ、その際に首が紛失されたためそれを求めてさまよっている。
首がないと会話しにくいとして、首の代わりとしてトーテムポールやつけもの樽を載せられるなど、アオイにさんざんな目にあわされる。
花子さんの妖力のおかげで喋ったり全力で走ったりでき、地蔵でありながらやたらとアクティブ。
ジェットばばあ
サングラスをかけた老婆。すさまじい速さで走ることができる。
「100キロババア」「ターボババア」など異名が無数にあるため、名乗りにやたら時間がかかる。
初登場時は出オチのために一回登場しただけのキャラだったが、凶悪妖怪のメリーさんとの戦いで再登場。
メリーさん
なくした人形を捜し求める少女。電話をかけながら相手に近づき、背後に立たれるとその人物は人形にされてしまう。
初期にも名前だけは出ており、その時は、ビザが切れて強制送還されてしまったことになっていた。実際に登場したのは連載の終盤。
ごんざぶろう
メリーさんの捜し求めていた人形。見た目はただのスイカだが、人間に憑いて体を乗っ取る。
本編の最初期にアオイがサッカーボールと間違えて蹴ってしまったことから彼女を付け狙った。
さっちゃん
童謡の歌詞に現れるバナナ好きの女の子。見た目は可愛い幼女だが、人間をバナナに変えて食べてしまう。

### その他の妖怪
名前だけ登場したものたち。
徘徊ピアノ
歯が抜けてしまい、歯医者に行っているらしい。
ちゃんちゃんこ売り
七不思議の一つ「赤いチャンチャンコ、青いチャンチャンコ」の妖怪。数年前に「チャンチャンコ」という言葉が通じず、ひきこもってしまった。

## 単行本
- 今井神『かたつむりちゃん』 芳文社〈まんがタイムKRコミックス〉、全5巻
  1. 2006年6月10日発行（2006年5月26日発売[1]）、ISBN 4-8322-7579-8
  2. 2008年3月13日発行（2008年2月27日発売[1]）、ISBN 978-4-8322-7682-6
  3. 2009年5月12日発行（2009年4月27日発売[1]）、ISBN 978-4-8322-7800-4
  4. 2010年9月10日発行（2010年8月26日発売[1]）、ISBN 978-4-8322-7935-3
  5. 2011年8月11日発行（2011年7月27日発売[1]）、ISBN 978-4-8322-4046-9